# Lista de prefeitos de Aracaju
Esta é a lista de prefeitos de Aracaju, capital do estado de Sergipe, Brasil.
| Nº | Nome                                                                        | Imagem                              | Partido                                          | Início do mandato       | Fim do mandato                          | Observações                                              |
| —  | Olinto Dantas Olímpio Campos Antônio Menezes Manuel Alves Domingos Santiago |                                     | —                                                | 11 de janeiro de 1890   | 10 de outubro de 1892                   | Conselho de Intendência                                  |
| 1  | Pedro Celestino de Rezende                                                  |                                     | Partido Democrático Brasileiro PDB               | 10 de outubro de 1892   | 1º de janeiro de 1896                   | Intendente (Tenente-Coronel)                             |
| 2  | Manuel Antonio Carneiro Leão                                                |                                     | Partido Democrático Brasileiro PDB               | 1º de janeiro de 1896   | 1º de janeiro de 1898                   | Intendente (Tenente-Coronel)                             |
| 3  | Jacinto Martins de Almeida Figueiredo                                       |                                     | Partido Republicano Federal PRF                  | 1º de janeiro de 1898   | 1º de janeiro de 1900                   | Intendente (Coronel)                                     |
| 4  | Ananias Azevedo                                                             |                                     | Partido Republicano Federal PRF                  | 1º de janeiro de 1900   | 1º de janeiro de 1902                   | Intendente                                               |
| 5  | Francisco Monteiro de Carvalho Filho                                        |                                     | Partido Republicano PR                           | 1º de janeiro de 1902   | 1º de janeiro de 1904                   | Intendente                                               |
| 6  | Antônio Xavier de Assis                                                     |                                     | Partido Republicano Federal PRF                  | 1º de janeiro de 1904   | 1º de janeiro de 1906                   | Intendente (Major)                                       |
| 7  | Alcino Fernandes de Barros                                                  |                                     | Partido Republicano PR                           | 1º de janeiro de 1906   | 1º de janeiro de 1908                   | Intendente (Major)                                       |
| 8  | Francino de Andrade Melo                                                    |                                     | Partido Republicano Sergipano PRS                | 1º de janeiro de 1908   | 1º de janeiro de 1910                   | Intendente (Coronel)                                     |
| 9  | Antônio Teixeira Fontes                                                     |                                     | Partido Republicano Sergipano PRS                | 1º de janeiro de 1910   | 1º de janeiro de 1912                   | Intendente (Desembargador)                               |
| 10 | Aristides Napoleão de Carvalho                                              |                                     | Partido Trabalhista Cristão PTC                  | 1º de janeiro de 1912   | 30 de dezembro de 1913                  | Intendente                                               |
| 11 | Francisco Antônio da Silva Costa                                            |                                     | Partido Republicano Sergipano PRS                | 30 de dezembro de 1913  | 13 de abril de 1914                     | Intendente                                               |
| 12 | João de Góis Jr                                                             |                                     | Partido Trabalhista Cristão PTC                  | 13 de abril de 1914     | 1º de janeiro de 1915                   | Intendente (Major)                                       |
| 13 | Alexandre de Oliveira Freire                                                |                                     | Partido Liberal PL                               | 1° de janeiro de 1915   | 15 de julho de 1918                     | Intendente (Advogado)                                    |
| 14 | Jardelino Bittencourt                                                       |                                     | Partido Republicano Sergipano PRS                | 15 de julho de 1918     | 17 de outubro de 1919                   | Intendente                                               |
| 15 | Antonio Batista Bittencourt                                                 |                                     | Partido Republicano Sergipano PRS                | 17 de outubro de 1919   | 20 de março de 1923                     | Intendente                                               |
| 16 | Adolfo Espinheira Freire de Carvalho                                        |                                     | Partido Trabalhista Cristão PTC                  | 20 de março de 1923     | 20 de março de 1925                     | Intendente                                               |
| 17 | Hunald Santaflor Cardoso                                                    |                                     | Partido Republicano PR                           | 20 de março de 1925     | 29 de março de 1926                     | Intendente                                               |
| 18 | Amintas José Jorge                                                          |                                     | Partido Republicano PR                           | 29 de março de 1926     | 1º de janeiro de 1928                   | Intendente (Almirante)                                   |
| 19 | Teófilo Correia Dantas                                                      |                                     | Aliança Liberal AL                               | 1° de janeiro de 1928   | 10 de maio de 1930                      | Intendente (Coronel)                                     |
| 20 | Marcelino José Jorge                                                        |                                     | Aliança Liberal AL                               | 10 de maio de 1930      | 8 de setembro de 1930                   | Prefeito nomeado (Major)                                 |
| 21 | Camilo Calazans                                                             |                                     | Partido Liberal PL                               | 8 de setembro de 1930   | 31 de dezembro de 1933                  | Prefeito nomeado                                         |
| 22 | Francisco de Souza Porto                                                    |                                     | Partido Progressista PP                          | 31 de dezembro de 1933  | 1º de janeiro de 1935                   | Intendente (Coronel)                                     |
| 23 | Godofredo Diniz Gonçalves                                                   |                                     | Partido Liberal PL                               | 1º de janeiro de 1935   | 1º de maio de 1939                      | Prefeito nomeado pelo Interventor Estadual               |
| —  | Antônio Cabral                                                              |                                     | União Democrática Brasileira UDB                 | 1º de maio de 1939      | 8 de maio de 1941                       | Prefeito interino                                        |
| 24 | Carlos Alberto de Menezes Firpo                                             |                                     | Partido Republicano Progressista PRP             | 8 de maio de 1941       | 8 de novembro de 1942                   | Prefeito nomeado pelo Interventor Estadual               |
| 25 | José Garcez Vieira                                                          |                                     | Partido Social Democrático PSD                   | 8 de novembro de 1942   | 27 de outubro de 1945                   | Prefeito nomeado pelo Interventor Estadual               |
| 26 | Mário Diniz Sobral                                                          |                                     | Partido Trabalhista Brasileiro PTB               | 27 de outubro de 1945   | 31 de março de 1946                     | Prefeito nomeado pelo Interventor Estadual               |
| —  | Josaphat Carlos Borges                                                      |                                     | Partido Trabalhista Brasileiro PTB               | 31 de março de 1946     | 30 de janeiro de 1947                   | Prefeito interino                                        |
| —  | Edgar Barroso                                                               |                                     | Partido Trabalhista Brasileiro PTB               | 30 de janeiro de 1947   | 29 de março de 1947                     | Prefeito interino                                        |
| —  | Jorge de Oliveira Neto                                                      |                                     | Partido Trabalhista Brasileiro PTB               | 29 de março de 1947     | 15 de maio de 1947                      | Prefeito interino                                        |
| —  | Sérgio Francisco da Silva                                                   |                                     | Partido Trabalhista Brasileiro PTB               | 15 de maio de 1947      | 11 de agosto de 1947                    | Prefeito interino                                        |
| 27 | Marcos Ferreira de Jesus                                                    |                                     | Partido Social Democrático PSD                   | 11 de agosto de 1947    | 31 de janeiro de 1951                   | Prefeito eleito                                          |
| —  | Walter de Assis Ferreira Baptista                                           |                                     | Partido Social Democrático PSD                   | 31 de janeiro de 1951   | 17 de fevereiro de 1951                 | Prefeito interino                                        |
| —  | Aldebrando Franco de Menezes                                                |                                     | Partido Social Democrático PSD                   | 17 de fevereiro de 1951 | 12 de março de 1951                     | Prefeito interino                                        |
| 28 | Antonio D’Ávila Nabuco                                                      |                                     | Partido Social Democrático PSD                   | 12 de março de 1951     | 15 de março de 1952                     | Prefeito eleito                                          |
| —  | Mário Cabral                                                                |                                     | Partido Social Democrático PSD                   | 15 de março de 1952     | 23 de abril de 1952                     | Prefeito interino                                        |
| 29 | Jorge Maynard                                                               |                                     | União Democrática Nacional UDN                   | 23 de abril de 1952     | 31 de janeiro de 1955                   | Prefeito eleito                                          |
| —  | José Teixeira Machado                                                       |                                     | União Democrática Nacional UDN                   | 31 de janeiro de 1955   | 15 de março de 1955                     | Prefeito interino                                        |
| 30 | Roosevelt Dantas Cardoso de Menezes                                         |                                     | Partido Republicano PR                           | 15 de março de 1955     | 15 de março de 1959                     | Prefeito eleito                                          |
| 31 | José Conrado de Araújo                                                      |                                     | Partido Trabalhista Brasileiro PTB               | 15 de março de 1959     | 6 de julho de 1962                      | Prefeito eleito                                          |
| —  | José Pereira de Andrade                                                     |                                     | Partido Trabalhista Brasileiro PTB               | 6 de julho de 1962      | 15 de março de 1963                     | Prefeito interino                                        |
| 32 | Godofredo Diniz Gonçalves                                                   |                                     | Partido Republicano PR                           | 15 de março de 1963     | 1º de abril de 1964                     | Prefeito eleito                                          |
| —  | João Alves Bezerra                                                          |                                     | Aliança Renovadora Nacional ARENA                | 1º de abril de 1964     | 15 de maio de 1967                      | Prefeito interino                                        |
| —  | Gileno da Silveira Lima                                                     |                                     | Aliança Renovadora Nacional ARENA                | 15 de maio de 1967      | 22 de dezembro de 1967                  | Prefeito interino                                        |
| 33 | José Teixeira Machado                                                       |                                     | Aliança Renovadora Nacional ARENA                | 22 de dezembro de 1967  | 15 de março de 1968                     | Prefeito nomeado pelo Governador do Estado               |
| 34 | José Aloísio Campos                                                         |                                     | Aliança Renovadora Nacional ARENA                | 15 de março de 1968     | 15 de março de 1971                     | Prefeito nomeado pelo Governador do Estado               |
| 35 | Cleovansóstenes Aguiar                                                      |                                     | Aliança Renovadora Nacional ARENA                | 15 de março de 1971     | 15 de março de 1975                     | Prefeito nomeado pelo Governador do Estado               |
| 36 | João Alves Filho                                                            |                                     | Aliança Renovadora Nacional ARENA                | 15 de março de 1975     | 14 de maio de 1979                      | Prefeito nomeado pelo Governador do Estado               |
| 37 | Heráclito Rollemberg                                                        |                                     | Partido Democrático Social PDS                   | 14 de maio de 1979      | 30 de maio de 1985                      | Prefeito nomeado pelo Governador do Estado               |
| 38 | José Carlos Teixeira                                                        |                                     | Partido do Movimento Democrático Brasileiro PMDB | 30 de maio de 1985      | 31 de dezembro de 1985                  | Prefeito nomeado pelo Governador do Estado               |
| 39 | Jackson Barreto                                                             |                                     | Partido do Movimento Democrático Brasileiro PMDB | 1º de janeiro de 1986   | 1º de abril de 1988                     | Prefeito eleito em sufrágio universal renuncia o mandato |
| —  | Viana de Assis                                                              |                                     | Partido do Movimento Democrático Brasileiro PMDB | 1º de abril de 1988     | 31 de dezembro de 1988                  | Vice-prefeito eleito no cargo de prefeito                |
| 40 | Wellington Paixão                                                           |                                     | Partido Socialista Brasileiro PSB                | 1º de janeiro de 1989   | 31 de dezembro de 1992                  | Prefeito eleito em sufrágio universal                    |
| 41 | Jackson Barreto                                                             |                                     | Partido Democrático Trabalhista PDT              | 1º de janeiro de 1993   | 1 de abril de 1994                      | Prefeito eleito em sufrágio universal renuncia o mandato |
| —  | José Almeida Lima                                                           |                                     | Partido Democrático Trabalhista PDT              | 1º de abril de 1994     | 31 de dezembro de 1996                  | Vice-prefeito eleito no cargo de prefeito                |
| 42 | João Augusto Gama                                                           |                                     | Partido do Movimento Democrático Brasileiro PMDB | 1º de janeiro de 1997   | 31 de dezembro de 2000                  | Prefeito eleito em sufrágio universal                    |
| 43 | Marcelo Déda                                                                |                                     | Partido dos Trabalhadores PT                     | 1º de janeiro de 2001   | 31 de dezembro de 2004                  | Prefeito eleito em sufrágio universal                    |
| 43 | Marcelo Déda                                                                | 1º de janeiro de 2005               | Partido dos Trabalhadores PT                     | 31 de março de 2006     | Prefeito reeleito renuncia o mandato    |                                                          |
| 44 | Edvaldo Nogueira                                                            |                                     | Partido Comunista do Brasil PCdoB                | 1º de abril de 2006     | 31 de dezembro de 2008                  | Vice-prefeito reeleito no cargo de prefeito              |
| 44 | Edvaldo Nogueira                                                            | 1º de janeiro de 2009               | Partido Comunista do Brasil PCdoB                | 31 de dezembro de 2012  | Prefeito reeleito em sufrágio universal |                                                          |
| 45 | João Alves Filho                                                            |                                     | Democratas DEM                                   | 1º de janeiro de 2013   | 31 de dezembro de 2016                  | Prefeito eleito em sufrágio universal                    |
| 46 | Edvaldo Nogueira                                                            |                                     | Partido Comunista do Brasil PCdoB                | 1º de janeiro de 2017   | 31 de dezembro de 2020                  | Prefeito eleito em sufrágio universal                    |
| 46 | Edvaldo Nogueira                                                            | Partido Democrático Trabalhista PDT | 1º de janeiro de 2021                            | 31 de dezembro de 2024  | Prefeito reeleito em sufrágio universal |                                                          |
| 47 | Emília Corrêa                                                               |                                     | Partido Liberal PL                               | 1° de janeiro de 2025   | Atual                                   | Prefeita eleita em sufrágio universal                    |